# Mostacillastrum oleraceum
Mostacillastrum oleraceum är en korsblommig växtart som först beskrevs av Otto Eugen Schulz, och fick sitt nu gällande namn av Al-shehbaz. Mostacillastrum oleraceum ingår i släktet Mostacillastrum och familjen korsblommiga växter. Inga underarter finns listade i Catalogue of Life.